# Río Perico
Pour les articles homonymes, voir Perico.
Le río Perico est un cours d'eau du nord-ouest de l'Argentine qui coule sur le territoire de la province de Jujuy. C'est un affluent important en rive droite du río Grande de Jujuy, lui-même branche-source gauche du río San Francisco. C'est donc un sous-affluent du rio Paraná par le río Grande de Jujuy, le río San Francisco, le río Bermejo et enfin par le río Paraguay.

## Géographie
Le río Perico naît en province de Jujuy sur les versants sud-orientaux de la Sierra de Chañi, plus précisément à quelques kilomètres au nord-ouest du Cerro Negro. Peu après sa naissance, il adopte la direction générale de l'est. Au long de son parcours fort court de 70 kilomètres, il reçoit de nombreux affluents petits mais abondants, tous issus de cette région bien arrosée des Yungas méridionales argentines. Il finit par confluer avec le río Grande de Jujuy venu de gauche, et ce à quelque 30 kilomètres en aval de la ville de San Salvador de Jujuy. 
La superficie de son bassin est de quelque 600 km2.

## Villes traversées
- San Antonio
- El Carmen
- Ciudad Perico

## Barrages
Dès avant la Seconde Guerre mondiale, deux barrages ont été construits sur la rivière :
- La Cienaga, édifié en 1911-1926
- Las Maderas, en 1910-1911, puis reconstruit et agrandi en 1970

## Régime
Le río Perico est de régime pluvio-nival permanent, avec un débit maximal pendant les mois d'été. 

## Hydrométrie - les débits mensuels à El Tipal
Les débits de la rivière ont été observés sur une période de 4 ans (1949-1952) à la station hydrométrique d'El Tipal située peu avant le confluent avec le río Grande de Jujuy, et ce pour une superficie prise en compte de plus ou moins 500 km2 . 
À El Tipal, le débit annuel moyen ou module observé sur cette période était de 11,3 m3/s.
La lame d'eau écoulée dans le bassin versant de la rivière atteint ainsi le chiffre très élevé de 716 millimètres par an.